# Women of the Movement
Women of the Movement ist eine US-amerikanische Miniserie, basierend auf den Büchern Emmett Till: The Murder That Shocked the World and Propelled the Civil Rights Movement von Devery S. Anderson und Death of Innocence: The Story of a Hate Crime that Changed America von Mamie Till-Mobley sowie Christopher Benson. Die Miniserie beruht auf wahren Begebenheiten und thematisiert den rassistisch motivierten Mord an dem 14-jährigen Afroamerikaner Emmett Till und den anschließenden Kampf seiner Mutter Mamie Till-Mobley um Gerechtigkeit. Die Premiere der Miniserie fand am 6. Januar 2022 auf dem US-Networksender ABC statt.

## Handlung
Mississippi im Jahr 1955: Die rassistischen Jim-Crow-Gesetze und die Rassentrennung bestimmen und prägen den Alltag der schwarzen Bevölkerung in den Vereinigten Staaten. Angesiedelt in dieser Epoche, erzählt die Miniserie Women of the Movement die wahre Geschichte des 14-jährigen Afroamerikaners Emmett Till, der aus rassistischen Motiven ermordet wird, und seiner Mutter Mamie Till-Mobley, die unermüdlich für Gerechtigkeit kämpft.

## Besetzung und Synchronisation
| Figur                    | Darsteller      | Deutscher Sprecher |
| ------------------------ | --------------- | ------------------ |
| Mamie Till-Mobley        | Adrienne Warren |                    |
| Alma Carthan             | Tonya Pinkins   |                    |
| Emmett Till              | Cedric Joe      |                    |
| Mose Wright              | Glynn Turman    |                    |
| Gene Mobley              | Ray Fisher      |                    |
| J. W. Milam              | Chris Coy       |                    |
| Carolyn Bryant           | Julia McDermott |                    |
| Roy Bryant               | Carter Jenkins  |                    |
| Sheriff Clarence Strider | Gary Basaraba   |                    |

## Episodenliste
| Nr. | Deutscher Titel | Originaltitel      | Erstausstrahlung (USA) | Deutschsprachige Erstveröffentlichung (D/A/CH) | Regie                 | Drehbuch                            |
| --- | --------------- | ------------------ | ---------------------- | ---------------------------------------------- | --------------------- | ----------------------------------- |
| 1   | —               | Mother and Son     | 6. Jan. 2022           | —                                              | Gina Prince-Bythewood | Marissa Jo Cerar                    |
| 2   | —               | Only Skin          | 6. Jan. 2022           | —                                              | Tina Mabry            | Marissa Jo Cerar                    |
| 3   | —               | Let the People See | 13. Jan. 2022          | —                                              | Tina Mabry            | Erica L. Anderson                   |
| 4   | —               | Manhunt            | 13. Jan. 2022          | —                                              | Julie Dash            | Cristian Martinez & Sylvia Franklin |
| 5   | —               | Mothers and Sons   | 20. Jan. 2022          | —                                              | Julie Dash            | Hayley Tyler                        |
| 6   | —               | The Last Word      | 20. Jan. 2022          | —                                              | Kasi Lemmons          | Marissa Jo Cerar                    |